# Katarinastationen

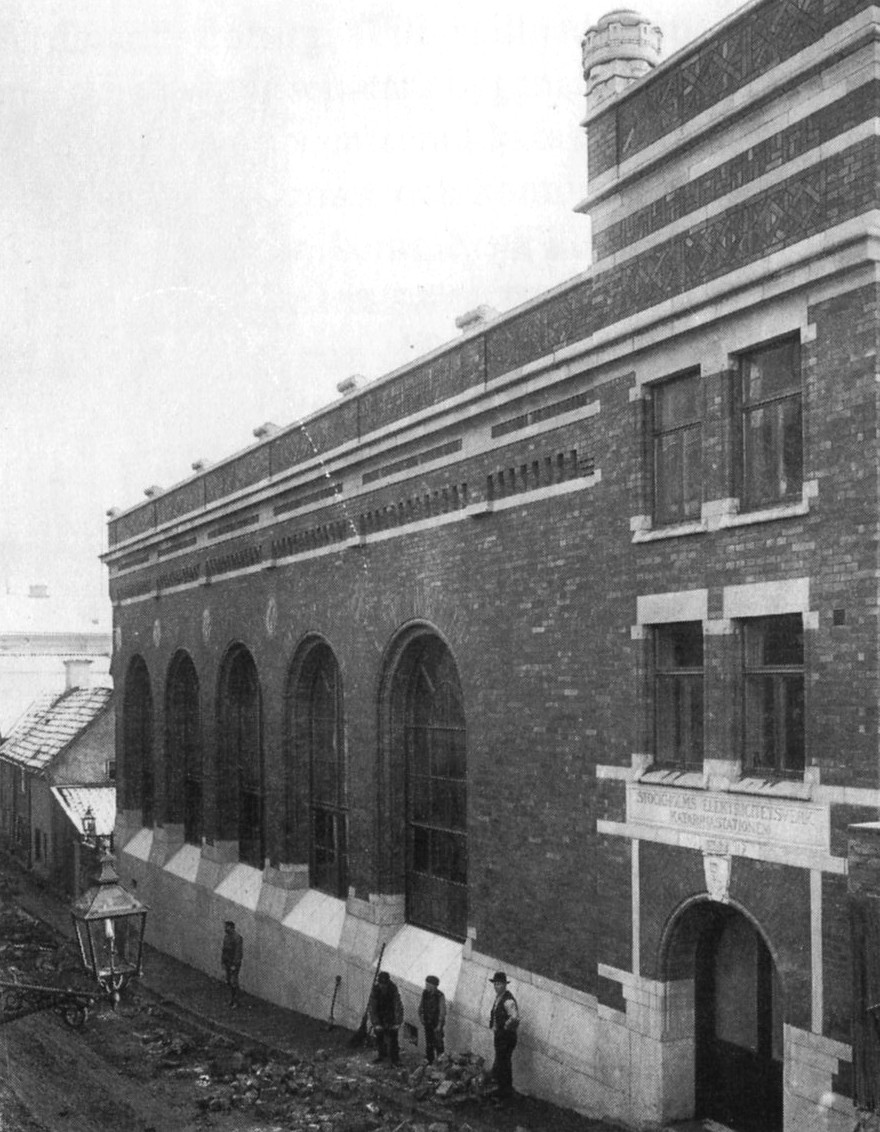
Katarinastationen från Kapellgränd 1903.

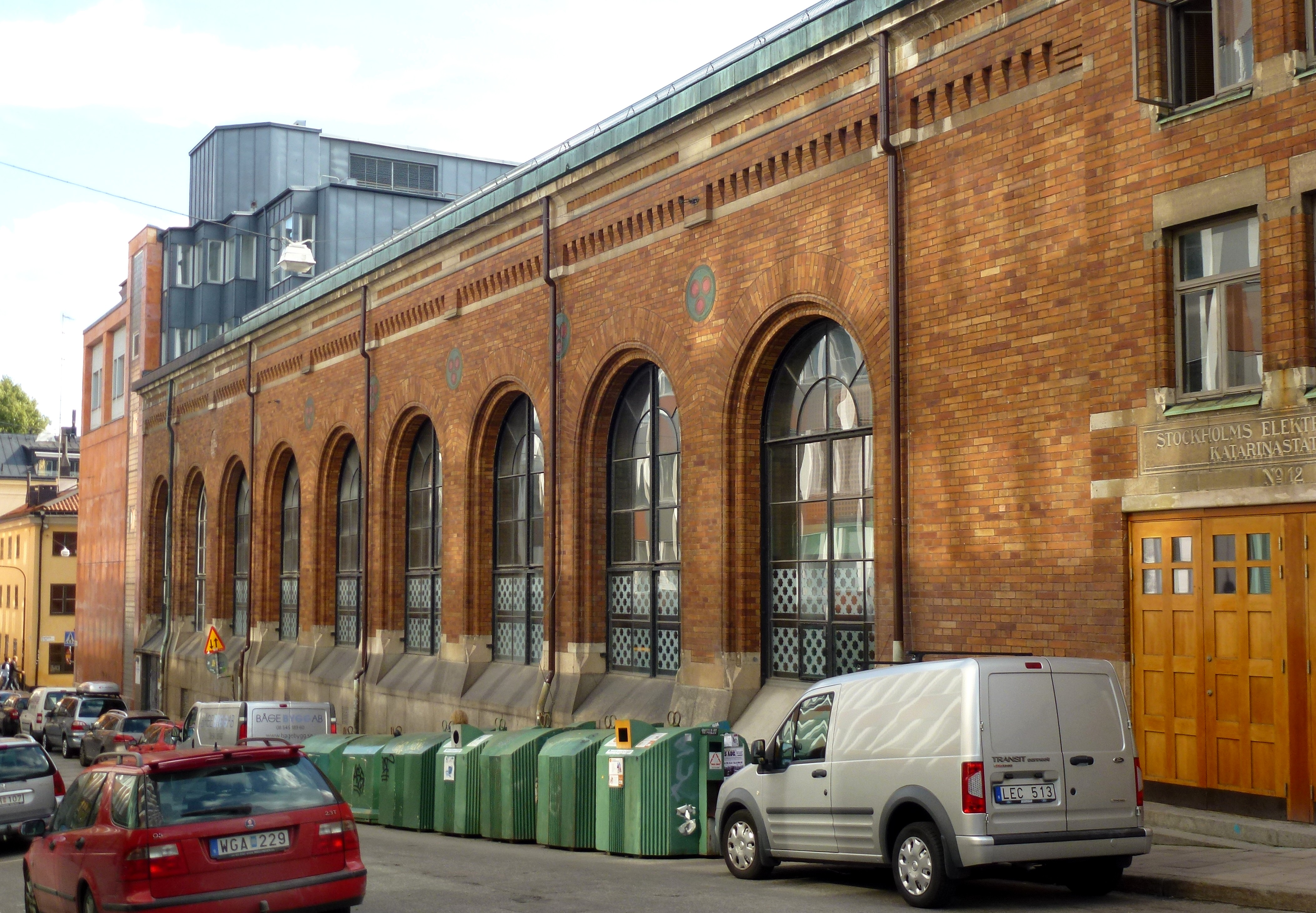
Katarinastationen från Kapellgränd 2012.

Katarinastationen var en omformarstation för Stockholms elektricitetsverk. Stationen låg på Södermalm i Stockholm och byggdes åren 1902-1905 efter ritningar av arkitekt Ferdinand Boberg. Enligt Stockholms stadsmuseum uppfyller huset kraven för byggnadsminne enligt lagen om kulturminnen. Sedan år 2000 finns Stockholms moské och ett islamiskt kulturcenter i byggnaden. Byggnadens äldsta del är blåmärkt av Stadsmuseet i Stockholm, vilket innebär att den utgör "synnerligen höga kulturhistoriska värden".

## Bakgrund
När Värtaelverket invigdes 1903 blev Katarinastationen vid Kapellgränd 10-14 en av flera understationer där den i Värtaverket producerade växelströmmen omvandlades till likström, som var den vanliga distributionsformen vid denna tid. Katarinastationen skulle försörja Södermalm med elkraft. Liknande stationer fanns på Norrmalm (Tulestationen), på Kungsholmen (Kronobergsstationen) och på Södra Djurgården (Djurgårdsstationen). För att minimera ledningsförluster låg understationerna alltid nära förbrukarna.

## Katarinastationen
Byggnaden mot Kapellgränd har rött fasadtegel med höga välvda fönster. Ursprungligen utfördes fem fönsteraxlar. Över fönstren finns runda utsmyckningar som symboliserar en genomskärning genom en starkströmskabel. I maskinhallen finns kakelväggar av stort kulturhistoriskt intresse. Byggnaden var redan i sin ursprungliga version påverkad av morisk-islamisk arkitektur. Boberg hade inspirerats av ett besök i Marocko och försåg byggnaden med höga fönstervalv och orienterade den mot Mecka. Huset byggdes till med ytterligare fem fönsteraxlar 1918 respektive 1924 av Bobergs kollega Gustaf de Frumerie.
År 1992 tillbyggdes fastigheten mot Östgötagatan av dåvarande Stockholm energi. Delen innehåller fortfarande "Fördelningsstation Katarina". Denna tillbyggnad har fasader av tegelrödmålad betong med två intressanta bronsportar skapade av konstnären Mikael Pauli. Samtidigt frigjordes anläggningens äldre lokaler mot Björns trädgård

## Elstation blir moské
Redan 1990 hade de frigjorda lokalerna ställts till Sveriges muslimska råds förfogande för att omgestaltas till en moské. Islamiska förbundet i Stockholm hade vid denna tid en källarlokal cirka 300 meter längre ned på Östgötagatan (nära Ringvägen). I juni 1992 godkändes en principöverenskommelse mellan Stockholms fastighetskontor och Sveriges muslimska råd. Detaljplanen vann laga kraft i september 1995 och åren 1996 till 2000 ombyggdes fastigheten där även en minaret tillkom samt en smal tillbyggnad på västra gaveln.
Stockholms stadsbyggnadskontor menade sammanfattningsvis 1994: "Kontoret anser att användningen av Bobergs fördelningsstation som moské är mycket välfunnen och förenligt med kravet på bevarande. En omgestaltning av den nyare transformatordelen mot Björns trädgård är ur stadsbildssynpunkt synnerligen välkommen. Den tillkommande minareten kommer att utgöra ett nytt landmärke i stråket mellan Södra station - Fatburstrappan - Medborgarplatsen - Björns trädgård."

## Bilder

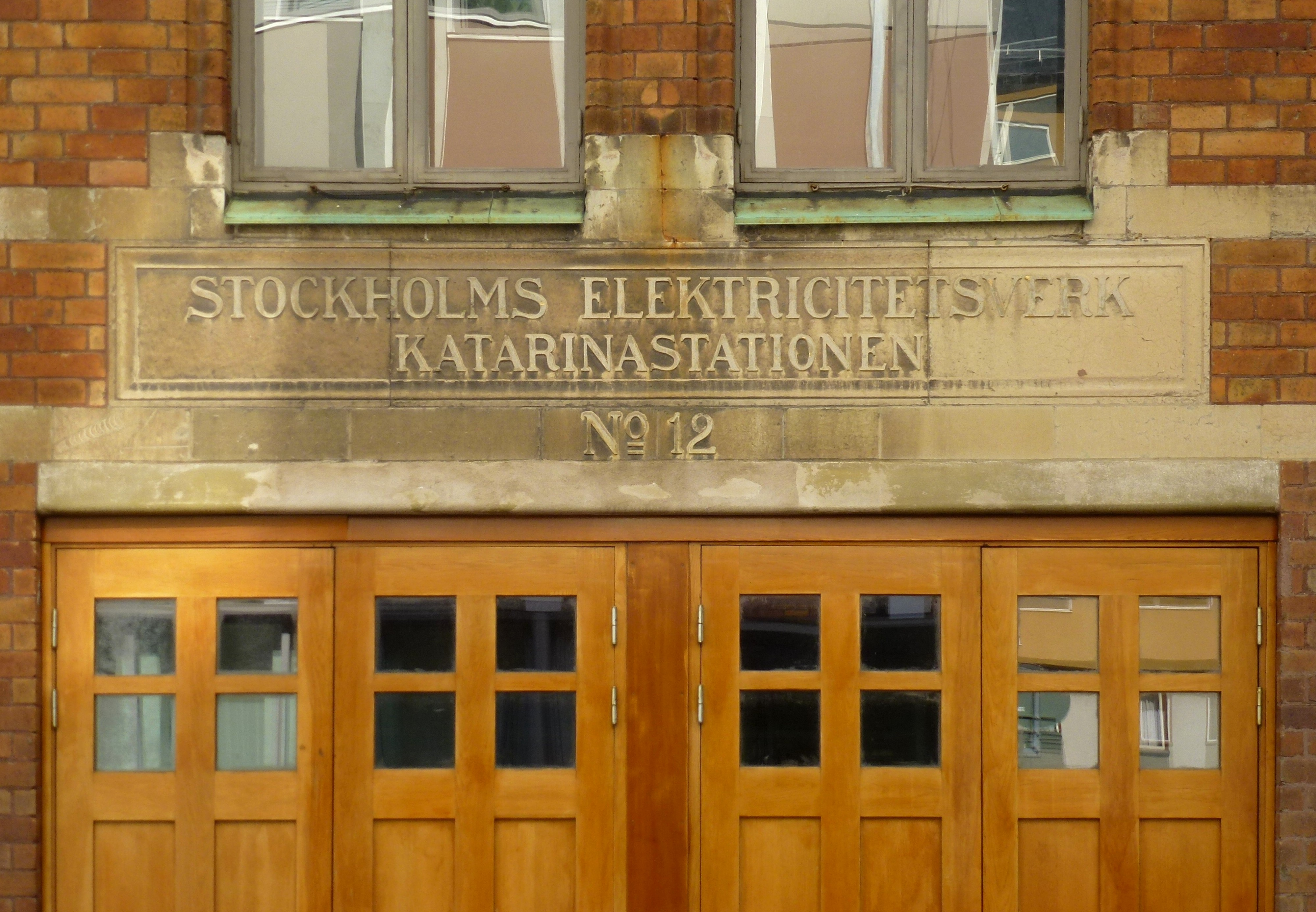
Fasaddetalj mot Kapellgränd
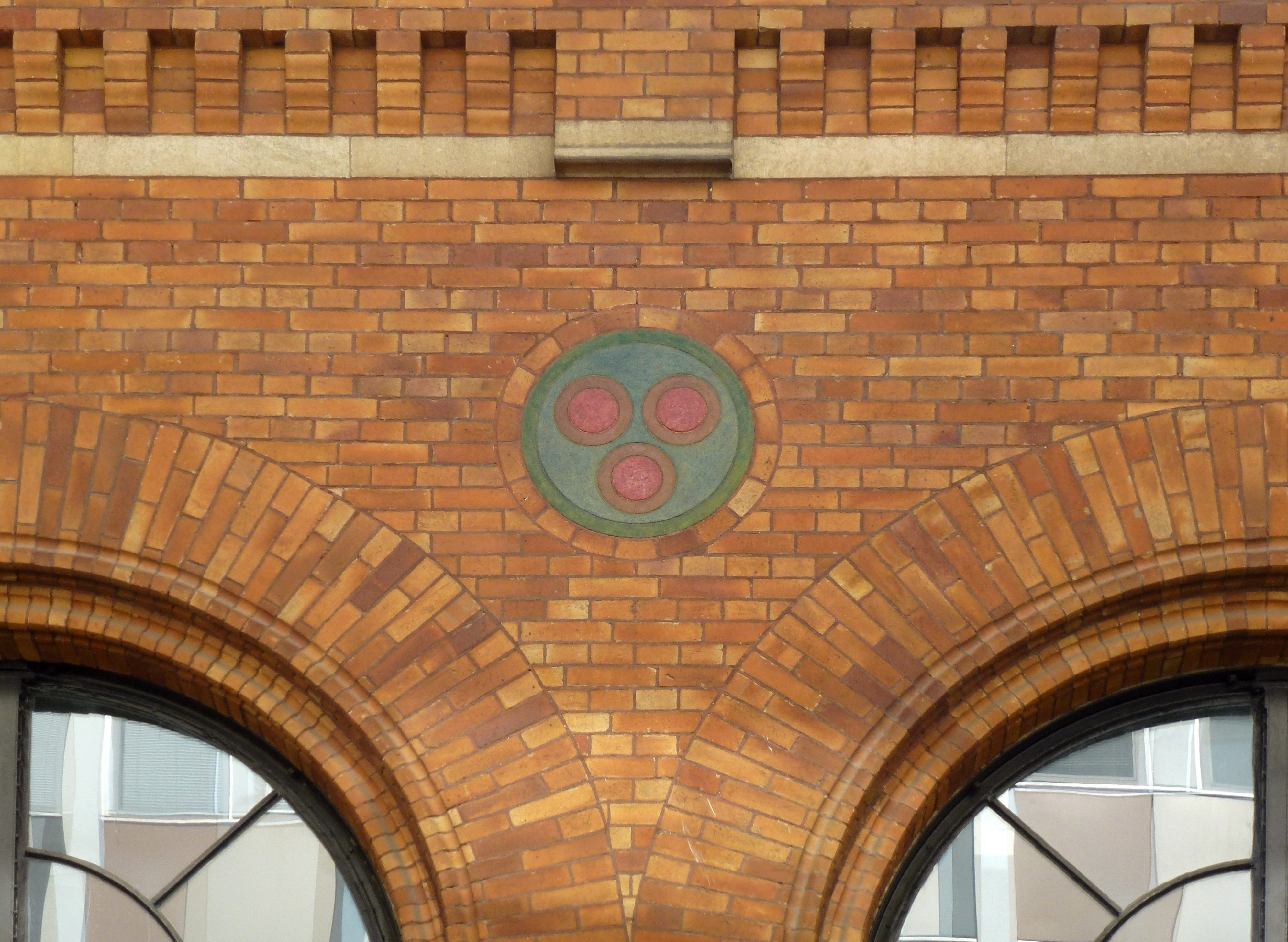
Fasaddetalj mot Kapellgränd (trefaskabel i genomskärning)
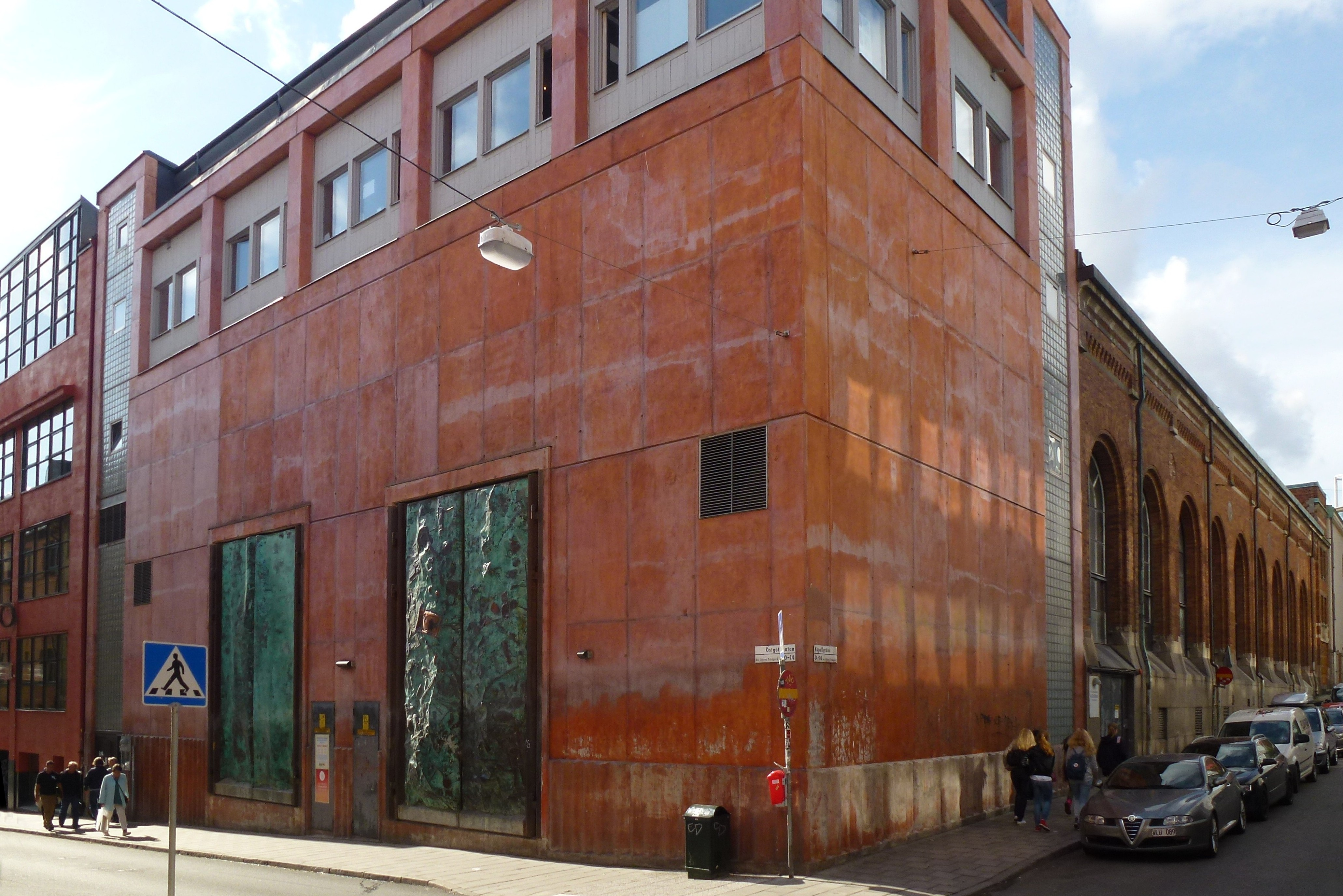
Fasad mot Östgötagatan
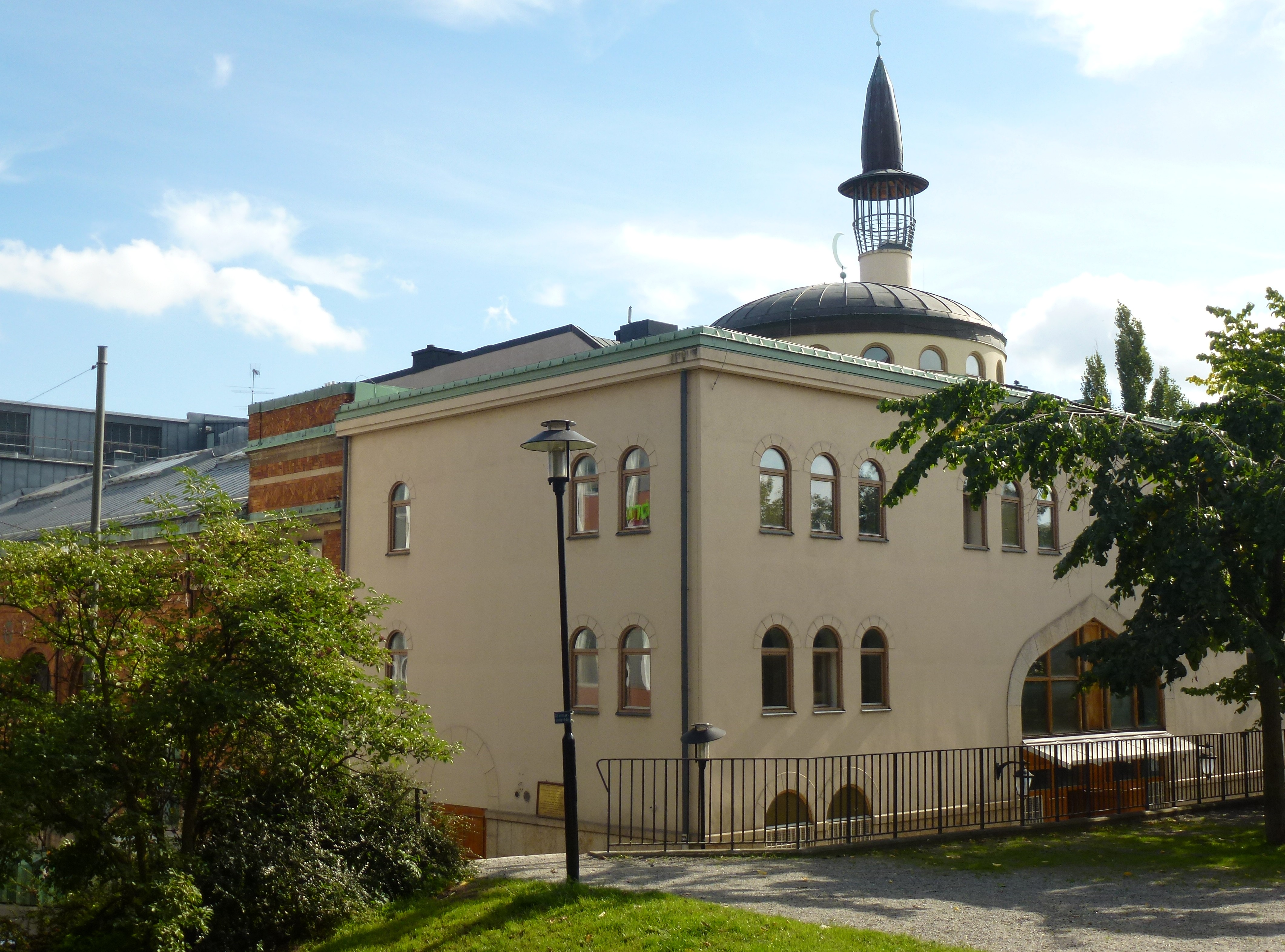
Stockholms moské